# Romulea camerooniana
Romulea camerooniana är en irisväxtart som beskrevs av John Gilbert Baker. Romulea camerooniana ingår i släktet Romulea och familjen irisväxter. Inga underarter finns listade i Catalogue of Life.

## Bildgalleri

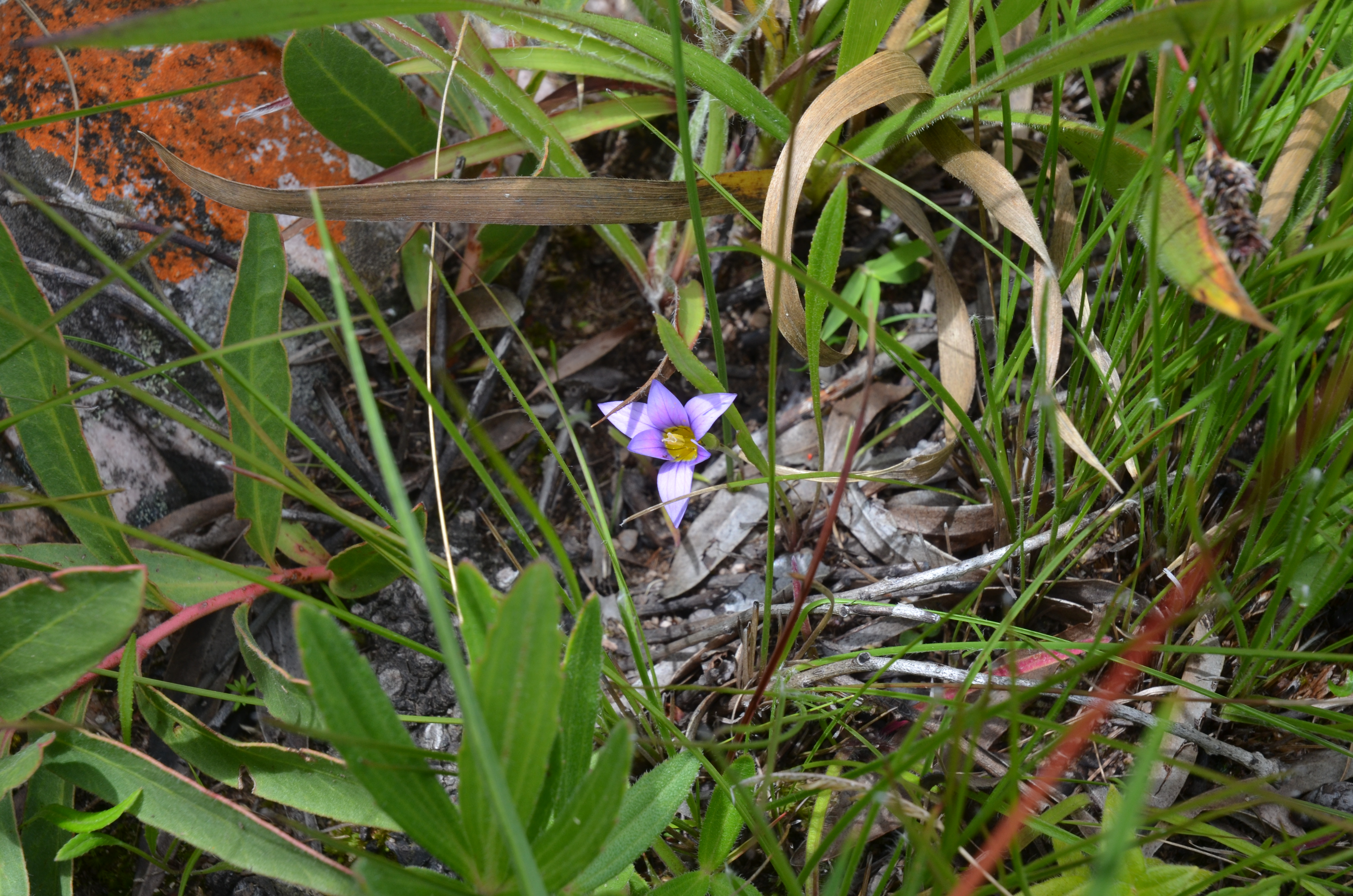